# 1936年全米選手権 (テニス)
1936年 全米選手権（1936ねんぜんべいせんしゅけん）に関する記事。

## 大会の流れ
- 1881年から1967年まで、全米選手権は各部門が個別の名称を持ち、大会会場も別々のテニスクラブで開かれた。これが他の3つのテニス4大大会と大きく異なる点である。
  - 男子シングルス　名称：全米シングルス選手権（U.S. National Singles Championship）／会場：ニューヨーク市クイーンズ区フォレストヒルズ、ウエストサイド・テニスクラブ　（1924年-1977年）
  - 女子シングルス　名称：全米女子シングルス選手権（U.S. Women's National Singles Championship）／会場：フォレストヒルズ、ウエストサイド・テニスクラブ　（1921年-1977年）
  - 男子ダブルス　名称：全米ダブルス選手権（U.S. National Doubles Championship）／会場：マサチューセッツ州ボストン市、ロングウッド・クリケット・クラブ　（1935年-1941年まで）
  - 女子ダブルス　名称：全米女子ダブルス選手権（U.S. Women's National Doubles Championship）／会場：ボストン、ロングウッド・クリケット・クラブ　（1935年-1941年まで）
  - 混合ダブルス　名称：全米混合ダブルス選手権（U.S. Mixed Doubles Championship）／会場：ボストン、ロングウッド・クリケット・クラブ　（1935年-1941年まで）

## シード選手

### 男子シングルス
（アメリカ人シード選手：8名）
1. ドン・バッジ　（準優勝）
2. ブライアン・グラント　（ベスト4）
3. シドニー・ウッド　（4回戦）
4. フランク・パーカー　（ベスト4）
5. ボビー・リッグス　（4回戦）
6. グレゴリー・マンジン　（ベスト8）
7. ジョン・マクダーミド　（ベスト8）
8. ハロルド・サーフェス　（2回戦）

（外国人シード選手：5名）
1. フレッド・ペリー　（優勝、2年ぶり3度目）
2. ベルナール・デストレモー　（4回戦）
3. ジャック・ブルニョン　（3回戦）
4. イボン・ペトラ　（4回戦）
5. ピエール・ペリッザ　（4回戦）

### 女子シングルス
（アメリカ人シード選手：8名）
1. ヘレン・ジェイコブス　（準優勝）
2. サラ・ファビアン　（1回戦）
3. アリス・マーブル　（初優勝）
4. カロリン・バブコック　（ベスト8）
5. マージョリー・グラッドマン・バン・リン　（3回戦）
6. グラシン・ホイーラー　（ベスト8）
7. ヘレン・ペダーセン　（ベスト4）
8. メアリー・グリーフ　（3回戦）

（外国人シード選手：2名）
1. ケイ・スタマーズ　（ベスト4）
2. 中野徳子　（1回戦）　［ハワイ・ホノルル出身のアメリカ合衆国市民だが、日本国籍で記載］　Tokuko Nagano の綴りで記載されている。

## 大会経過

### 男子シングルス
準々決勝
- ブライアン・グラント vs.  ジョン・バン・リン　3-6, 8-6, 6-0, 6-3
- フレッド・ペリー vs.  ヘンリー・カリー　6-3, 6-2, 6-1
- ドン・バッジ vs.  ジョン・マクダーミド　6-4, 6-3, 6-2
- フランク・パーカー vs.  グレゴリー・マンジン　10-12, 6-0, 4-6, 6-1, 6-3

準決勝
- フレッド・ペリー vs.  ブライアン・グラント　6-4, 3-6, 7-5, 6-2
- ドン・バッジ vs.  フランク・パーカー　6-4, 6-3, 6-3

### 女子シングルス
準々決勝
- ヘレン・ジェイコブス vs.  グシー・ラーゲナー　6-1, 6-0
- ケイ・スタマーズ vs.  カロリン・バブコック　7-5, 3-6, 6-4
- ヘレン・ペダーセン vs.  ドロシー・バンディ　6-3, 4-6, 6-4
- アリス・マーブル vs.  グラシン・ホイーラー　6-2, 11-9

準決勝
- ヘレン・ジェイコブス vs.  ケイ・スタマーズ　6-4, 6-3
- アリス・マーブル vs.  ヘレン・ペダーセン　6-1, 6-1

## 決勝戦の結果
- 男子シングルス： フレッド・ペリー vs.  ドン・バッジ　2-6, 6-2, 8-6, 1-6, 10-8
- 女子シングルス： アリス・マーブル vs.  ヘレン・ジェイコブス　4-6, 6-3, 6-2
- 男子ダブルス： ドン・バッジ＆ ジーン・マコ vs.  ウィルマー・アリソン＆ ジョン・バン・リン　6-4, 6-2, 6-4
- 女子ダブルス： マージョリー・グラッドマン・バン・リン＆ カロリン・バブコック vs.  ヘレン・ジェイコブス＆ サラ・ファビアン　9-7, 2-6, 6-4
- 混合ダブルス： ジーン・マコ＆ アリス・マーブル vs.  ドン・バッジ＆ サラ・ファビアン　6-3, 6-2